# Lug (samhälle)
Lug är ett samhälle i Bosnien och Hercegovina.   Det ligger i entiteten Federationen Bosnien och Hercegovina, i den centrala delen av landet, 60 km väster om huvudstaden Sarajevo. Lug ligger 408 meter över havet och antalet invånare är 291.
Terrängen runt Lug är huvudsakligen kuperad, men åt sydväst är den bergig. Lug ligger nere i en dal. Närmaste större samhälle är Prozor, 3,9 km norr om Lug. 
I omgivningarna runt Lug växer i huvudsak lövfällande lövskog. Runt Lug är det ganska tätbefolkat, med 93 invånare per kvadratkilometer.